# Booker T. Washington Middle School (Baltimore)

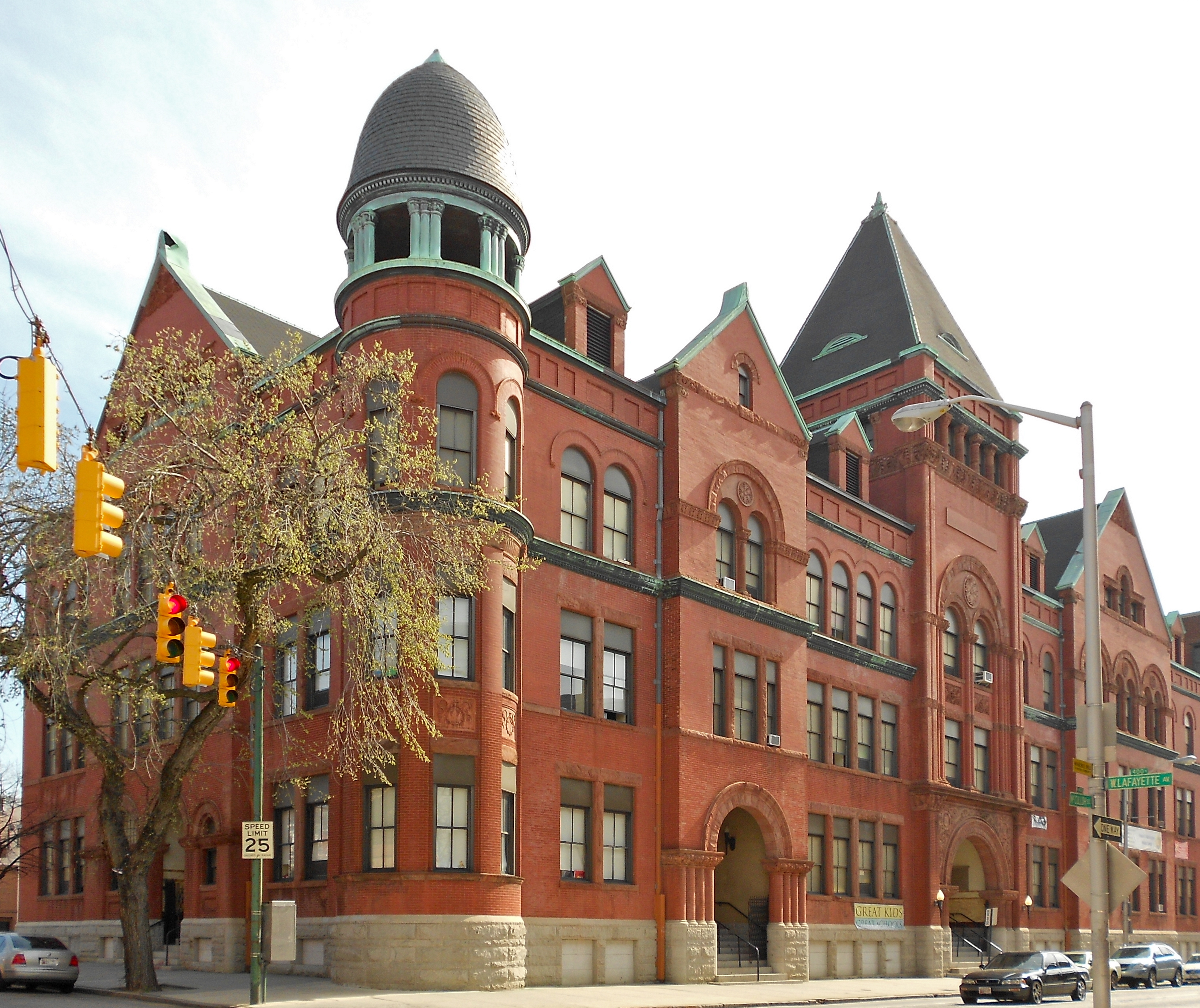
Die Booker T. Washington Middle School

Die Booker T. Washington Middle School ist das denkmalgeschützte Schulgebäude einer Middle School in Baltimore im US-Bundesstaat Maryland in den Vereinigten Staaten. Das Bauwerk ist seit 1986 als Baltimore City historic landmark eingestuft.

## Geschichte
Das Schulgebäude im Stil der Neuromanik wurde ursprünglich durch den Architekten Alfred Mason als das Schulhaus der Western High School entworfen. Der Bau wurde im Jahr 1896 abgeschlossen und in rotem Backstein ausgeführt, der zusätzlich aufwendige Verzierungen mit behauenen Steinen aus dem Seneca Steinbruch in Maryland besitzt. Zusätzlich weist das Bauwerk mit dem Eckturm eine für Schulen in Baltimore ungewöhnliche Besonderheit auf. Obwohl die Schule mehrfach erweitert und umgestaltet wurde, haben sich die wesentlichen äußeren architektonische Merkmale der historischen Fassade erhalten. Laut Einschätzung der Denkmalbehörde von Baltimore stellt das Schulgebäude eines der besten neuromanischen Bauwerke in der Stadt dar. Da sich die Schule zu einer wichtige afroamerikanischen Bildungseinrichtung in Baltimore entwickelt hat, wurde als Namenspatron schließlich der US-amerikanische Pädagoge und Bürgerrechtler Booker T. Washington ausgewählt.
In den Jahren 2006 bzw. 2008 diente das Bauwerk als fiktive Maryland School of the Arts als Drehort für die Spielfilme Step Up und Step Up to the Streets.